# Aleshtar
Aleshtar (persiska: الشتر) är en kommunhuvudort i Iran.   Den ligger i provinsen Lorestan, i den västra delen av landet, 400 km sydväst om huvudstaden Teheran. Aleshtar ligger 1 614 meter över havet och antalet invånare är 27 701.
Terrängen runt Aleshtar är kuperad åt nordost, men åt sydväst är den platt.Runt Aleshtar är det ganska tätbefolkat, med 72 invånare per kvadratkilometer. Aleshtar är det största samhället i trakten. Trakten runt Aleshtar består i huvudsak av gräsmarker.